# Herman Alexander von Salza
Herman Alexander von Salza (ur. 16 kwietnia 1885 w Hapsalu, zm. 23 stycznia 1946 w Moskwie) – dowódca Eesti merejõud, oficer Marynarki Wojennej Imperium Rosyjskiego, kontradmirał, historyk wojennomorski, bałtycki Niemiec.

## Życiorys
Herman Alexander von Salza urodził się 16 kwietnia 1885 roku w Hapsalu w rodzinie Niemców bałtyckich. Naukę pobierał w Gimnazjum Aleksandrowskim w Rewlu, a następnie w Liceum Aleksandrowskim w Petersburgu. Wstąpił do Morskiego Korpusu Kadeckiego, który ukończył w 1907 roku ze stopniem miczmana. Karierę wojskową rozpoczął od służby na krążownikach „Bogatyr’” i „Aurora”, kanonierce „Bobr” i pancerniku „Sława” na stanowisku młodszego oficera nawigacyjnego. W latach 1913–1914 studiował w Imperatorskiej Nikołajewskiej Akademii Wojskowej, przed jej ukończeniem został skierowany do służby w Morskim Sztabie Generalnym, a następnie na pancerniku „Połtawa”. Od 1916 roku oficer nawigacyjny sztabu I brygady pancerników Floty Bałtyckiej. W 1917 roku został awansowany na kapitana II rangi i objął dowództwo na pancerniku „Pietropawłowsk”. Od czerwca 1918 roku dowodził oddziałem operacyjnym floty. We wrześniu przeszedł do rezerwy. 
Po rewolucji październikowej opowiedział się po stronie Estończyków, w grudniu 1918 roku wstąpił do Kaitseliitu. W dniach 3–19 (lub 3–29) stycznia 1919 roku pełnił obowiązki oficera nawigacyjnego na niszczycielu „Lennuk”, po czym przeniesiono go na stanowisko dowódcy sztabu sił morskich. Od 1921 roku pracował również jako nauczyciel na kursach sztabu generalnego (Kindralstaabi kursus, od 1925 roku Kõrgem Sõjakool). W 1925 roku został dowódcą estońskiej marynarki wojennej.
Sprzeciwiał się sprzedaży niszczycieli „Lennuk” i „Wambola” ze względu na współpracę militarną z Finlandią. Jako obywatel estoński nie używał szlacheckiego członu „von”. 
Stanowisko dowódcy opuścił w 1932 roku, pozostając doradcą w ministerstwie obrony. W 1928 roku awansowany na kontradmirała. W czasie hiszpańskiej wojny domowej, w latach 1937–1939, przebywał we Francji, gdzie brał udział w pracach Komisji Nieinterwencji. W 1939 roku powrócił do Estonii, po czym wyemigrował do III Rzeszy. Aresztowany przez Armię Czerwoną w 1945 roku. Zmarł w więzieniu Butyrki w Moskwie 23 stycznia 1946 roku.

## Odznaczenia
Odznaczony Orderem Krzyża Wolności III klasy.

## Twórczość
Herman Alexander von Salza napisał szereg prac z zakresu historii działań wojennomorskich:
- Wojenno-morskoje dielo, Tallinn 1922.
- Meresõjakunsti ajalugu. Algusest kuni 1914.a., Tallinn 1926.
- Meresõjakunsti ajalugu. Imasõda, Tallinn 1927.
- Dardanellide operatsioon, Tallinn 1927.